# Shebang
Shebang és, en l'argot d'Unix, el nom que rep el parell de caràcters "#!", que es troben al principi d'un fitxer de tipus script. En sistemes operatius de tipus Unix, la presència d'aquests dos caràcters indica que el fitxer és un script o fitxer de comandes, i que cal executar-lo utitlitzant l'intèrpret especificat a continuació, a la resta de la primera línia del fitxer. Per exemple, els fitxers Perl comencen amb la primera l'inia:
```
#!/opt/bin/perl
```

Així doncs, el shebang (també anomenat hashbang) es troba sempre en la primera línia del fitxer, i consisteix en un quadradet o sostingut, i un signe d'exclamació, ("#!"), seguit per la ruta completa al programa intèrpret que l'executarà.
El shebang va ser introduït per Dennis Ritchie al Unix deals Laboratoris Bell entre les versions 7 i 8. Aleshores va ser afegit al BSD de Berkeley. Com que la Versió 8 i posteriors no es van distribuir, la primera aparició àmpliament coneguda d'aquesta característica va ser al BSD.